# Gutierreziinae
Gutierreziinae, podtribus glavočika, dio tribusa Astereae. Sastoji se od 9 rodova, tipični je Gutierrezia sa 33 vrste iz Sjeverne i Južne Amerike.
Opisan je u Phytoneuron 2020-53: 13 (2020).

## Rodovi
1. Gundlachia A. Gray (5 spp.)
2. Aquilula G. L. Nesom (1 sp.)
3. Gymnosperma Less. (1 sp.)
4. Amphiachyris (DC.) Nutt. (2 spp.)
5. Medranoa Urbatsch & R. P. Roberts (5 spp.)
6. Thurovia Rose (1 sp.)
7. Bigelowia DC. (3 spp.)
8. Gutierrezia Lag. (33 spp.)
9. Euthamia Elliott (13 spp.)